# Tyngdlyftning vid olympiska sommarspelen 1924
De olympiska tävlingarna i tyngdlyftning 1924 avgjordes mellan den 21 och 24 juli i Vélodrome d'Hiver i Paris. 107 deltagare från 14 länder deltog i tävlingarna.

## Medaljörer
| Gren                 | Guld                          | Silver                    | Brons                          |
| 60 kg Detaljer...    | Pierino Gabetti Italien       | Andreas Stadler Österrike | Arthur Reinmann Schweiz        |
| 67,5 kg Detaljer...  | Edmond Decottignies Frankrike | Anton Zwerina Österrike   | Bohumil Durdis Tjeckoslovakien |
| 75 kg Detaljer...    | Carlo Galimberti Italien      | Alfred Neuland Estland    | Jaan Kikkas Estland            |
| 82,5 kg Detaljer...  | Charles Rigoulot Frankrike    | Fritz Hünenberger Schweiz | Leopold Friedrich Österrike    |
| +82,5 kg Detaljer... | Giuseppe Tonani Italien       | Franz Aigner Österrike    | Harald Tammer Estland          |

## Medaljtabell
| Pl.    | Nation          | Guld | Silver | Brons | Totalt |
| ------ | --------------- | ---- | ------ | ----- | ------ |
| 1      | Italien         | 3    | 0      | 0     | 3      |
| 2      | Frankrike       | 2    | 0      | 0     | 2      |
| 3      | Österrike       | 0    | 3      | 1     | 4      |
| 4      | Estland         | 0    | 1      | 2     | 3      |
| 5      | Schweiz         | 0    | 1      | 1     | 2      |
| 6      | Tjeckoslovakien | 0    | 0      | 1     | 1      |
| Totalt | Totalt          | 5    | 5      | 5     | 15     |